# 洞川湧水群

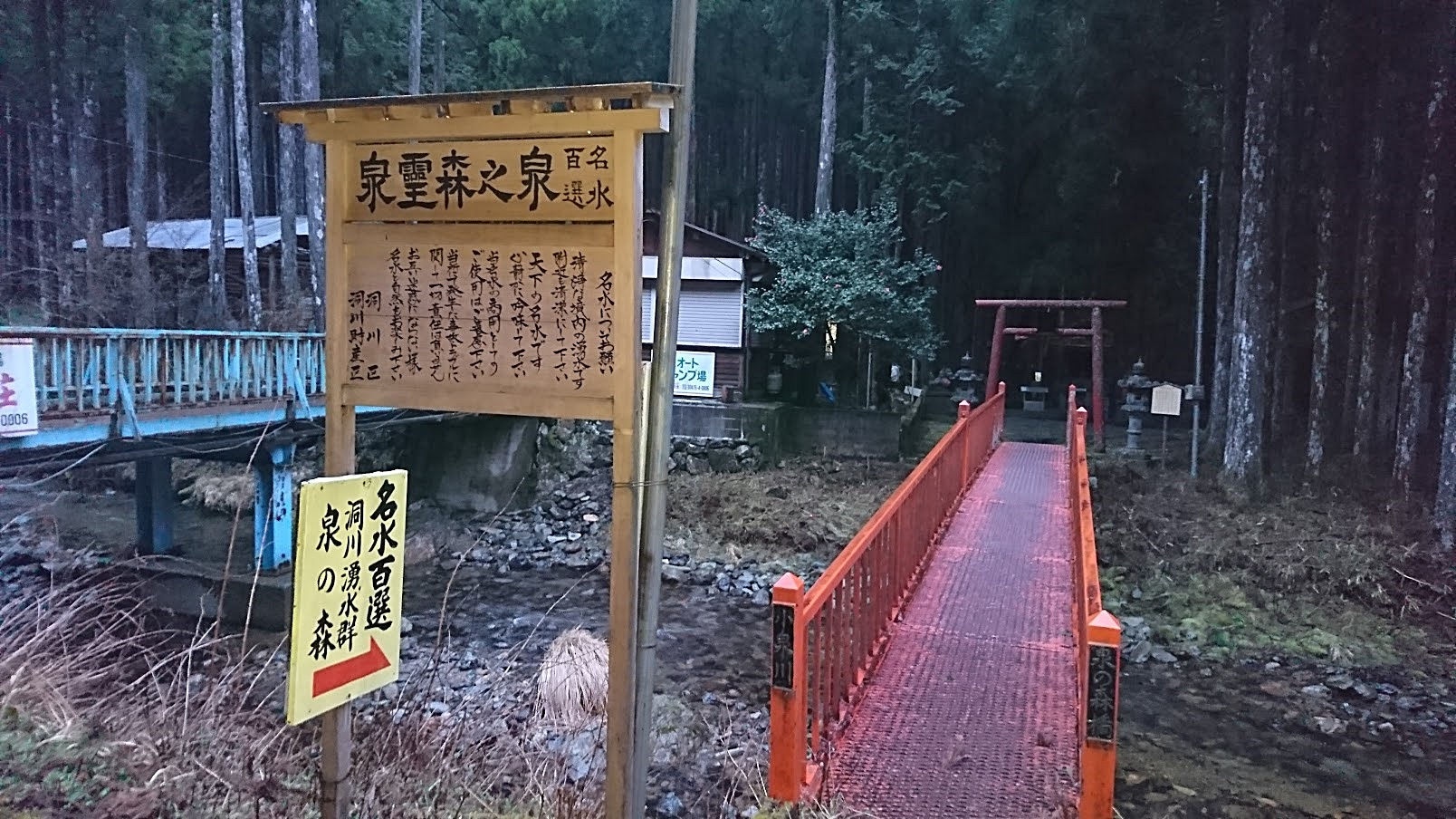
洞川湧水群「泉之森霊泉」入口

洞川湧水群（どろがわゆうすいぐん）は、奈良県吉野郡天川村洞川に点在する鍾乳洞の地下水および湧水である。吉野熊野国立公園の指定区域内にある。

## 概要
吉野郡天川村は大峯山山麓の一級河川の熊野川の最上流部に位置し、霊峰大峰山の登山口があり、中世より修験道が盛ん行われていた土地である。
洞川地区の地質は、ジュラ紀や、それ以前の山上ケ岳層群で構成され、石灰岩、緑色岩類、頁岩、チャートを主体としている。近隣の地質はカルスト地形であり浸水性のある石灰岩とブナの原生林および植林された吉野杉が多雨地域で急な斜面の涵養林となり滞水を助けている。
降水量が多いため、石灰岩が侵食を受け、地下や山の斜面などに判明いしているだけでも大小30箇所以上の洞窟がある。それら洞窟の中で大きいものは鍾乳洞を形成しており、五代松鍾乳洞、面不動鍾乳洞が知られている。
この地域の湧水は、水温がやや低い10 - 12度程度で、水質は、石灰岩地域に特有のカルシウムイオン（Ca2+）と炭酸水イオン（HCO3-）を主体とする。
古来より住民から信仰の対象や「守り神」として大切に保全されている湧水地として「神泉洞」「ごろごろ水」「泉の森」があり、それらは1985年（昭和60年）7月22日に洞川湧水群として環境省より名水百選に選定された。

## 神泉洞
清水が、やや大きな洞窟内を流れており、神秘的な美しさがあることから、「神の水」として崇められてきていた。
民間会社により鍾乳洞は管理されており、立ち入りはできないが湧水は「大峯山の天然水」として市販されている。大峯山の天然水は神泉洞内から湧出した原水をパイプラインで現地工場に送り0.1μmのマイクロフィルターにより濾過をしてボトリングされている。加熱処理をしていない、非加熱処理商品である。

### 水質
弱アルカリ性の軟水である。具体的な数値は以下の通り。
- 硬度：30（軟水）
- pH：7.7
- 原水には微量ながら、金、白金のほか、有機ゲルマニウムも検出されている。

## ごろごろ水

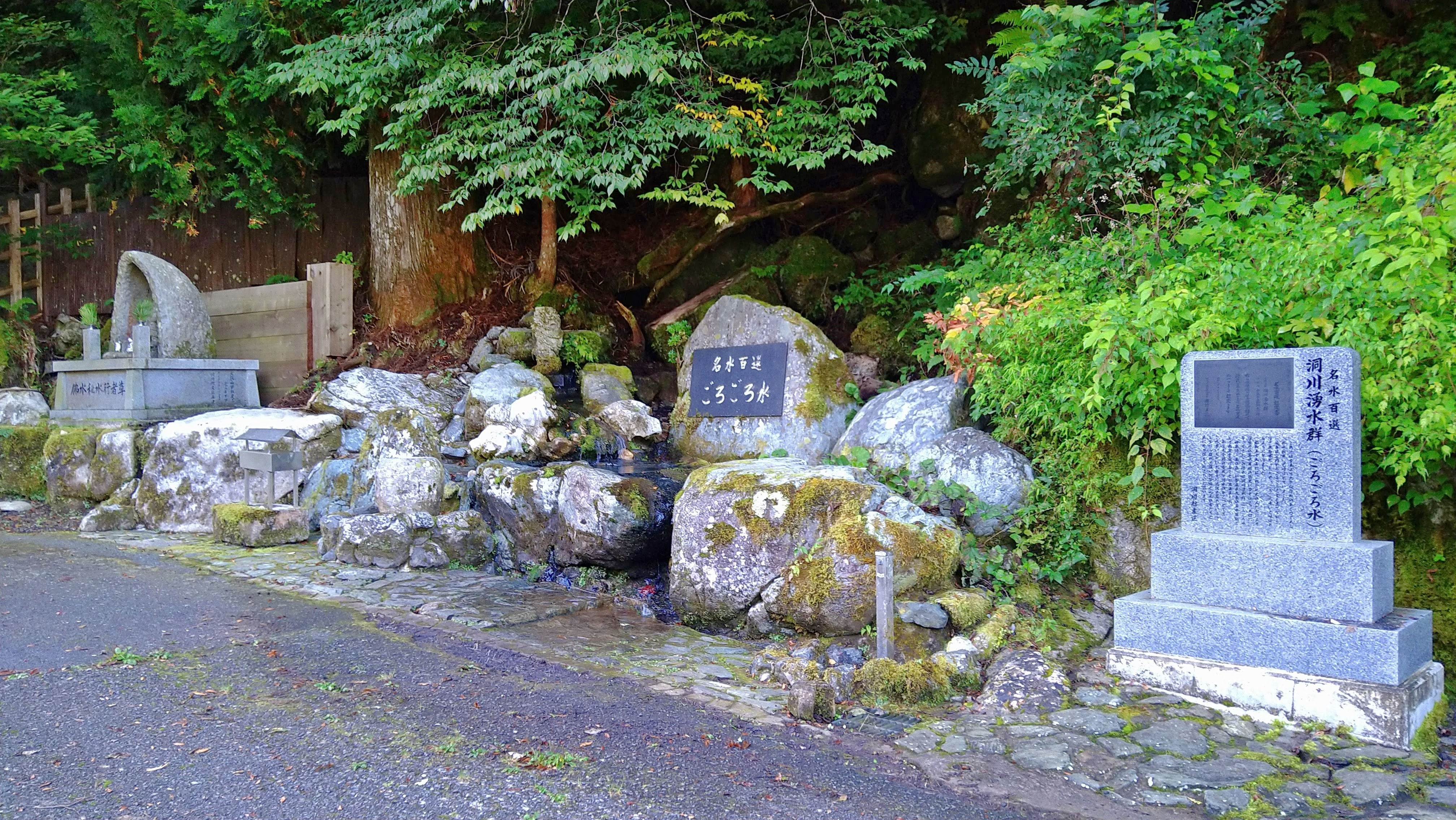
「ごろごろ水」湧水地

奈良県の天然記念物「五代松鍾乳洞」近くの大岩に湧く地下水。地下に存在する水中鍾乳洞の水音が反響し「ゴロゴロ」と音をたてて流れていたことを由来とし「ごろごろ水」と呼ばれている。

## 泉の森

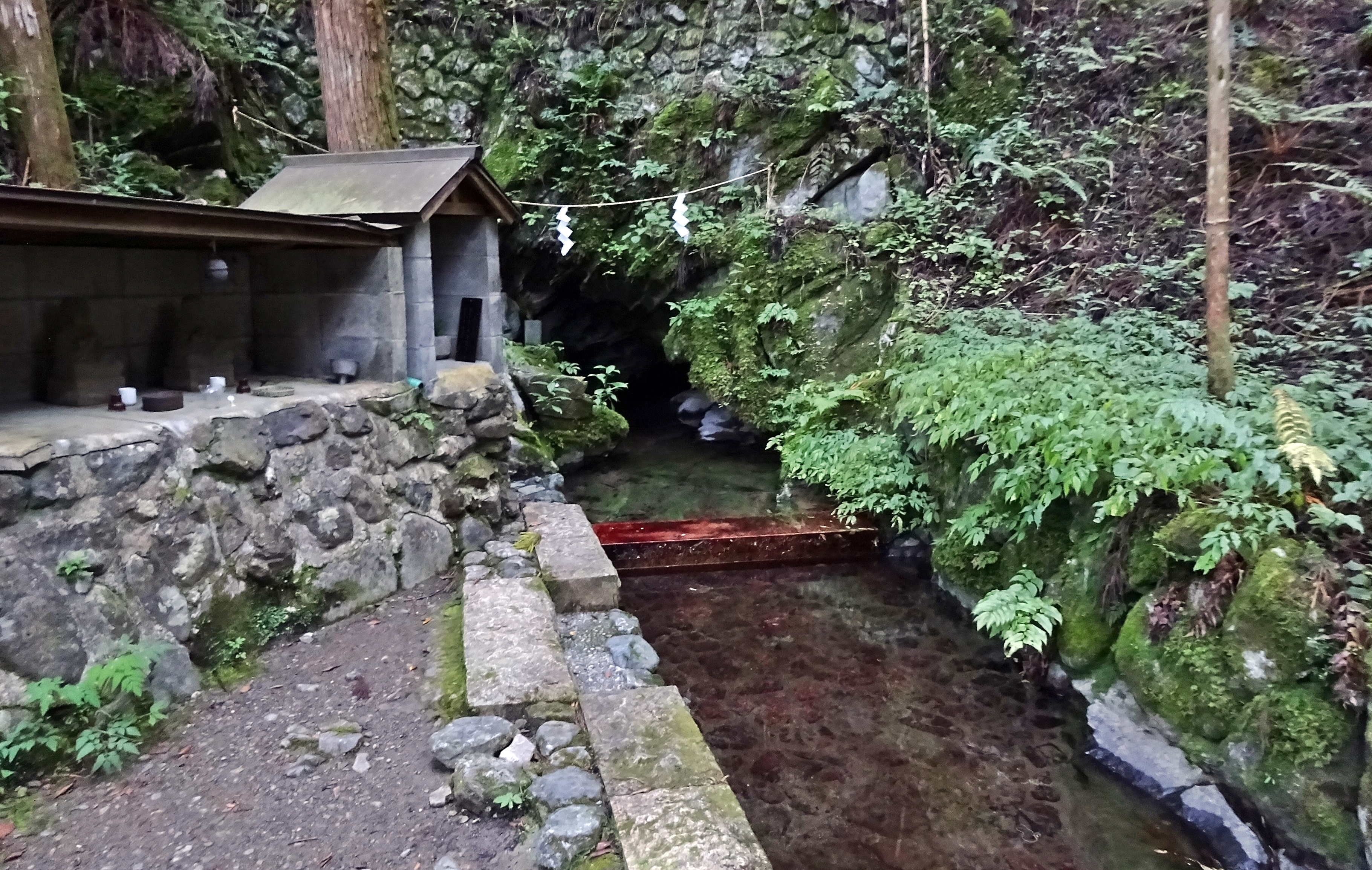
「泉之森霊泉」湧水地

洞川地区入口の鬼門に守護神を祀り疫病等を防ぐ風習が伝わる。「泉の森」はその表鬼門に当り、樹齢300年を越える神木の朽ちた幹の穴の奥にある洞穴から湧出している。「神の水」とされ大切に保全されている。